# نکبت (فیلم)
نکبت (انگلیسی: Nil by Mouth) فیلمی در ژانر درام به کارگردانی گری اولدمن است که در سال ۱۹۹۷ منتشر شد. از بازیگران آن می‌توان به ری وینستون، جیمی فورمن و کیتی برک اشاره کرد.